# Švábenice
Švábenice är en köping i Tjeckien.   Den ligger i regionen Södra Mähren, i den östra delen av landet, 220 km öster om huvudstaden Prag. Švábenice ligger 261 meter över havet och antalet invånare är 936.
Terrängen runt Švábenice är varierad, och sluttar norrut. Runt Švábenice är det ganska glesbefolkat, med 43 invånare per kvadratkilometer. Närmaste större samhälle är Kroměříž, 19,7 km öster om Švábenice. Trakten runt Švábenice består till största delen av jordbruksmark.